# موسی بن ابی العباس
موسی بن ابی العباس (عربی: موسى بن أبى العباس) فرمانروای مصر در دوران خلافت عباسی بود.